# Westsahara

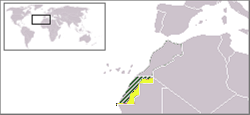
Westsahara ist geteilt: der Westen steht unter der Herrschaft Marokkos, der äußerste Osten und Süden unter der Herrschaft der Polisario. Die Karte zeigt die Situation vor dem Ende des Waffenstillstands im November 2020.

In sechs Farben dargestellt: Allmähliche Absicherung der Westsahara-Besatzungszone durch Marokko in den 1980er Jahren. Nur das in Hellgelb dargestellte Territorium wird von der Polisario beherrscht

Die Westsahara (arabisch الصحراء الغربية, DMG aṣ-Ṣaḥrāʾ al-Ghahrbia ‚Westliche Sahara oder Westsahra, Gharb=West‘, Zentralatlas-Tamazight ⵜⴰⵏⴻⵥⵕⵓⴼⵜ ⵜⵓⵜⵔⵉⵎⵜ Taneẓṛuft Tutrimt; spanisch Sahara Occidental) ist ein Territorium an der Atlantikküste Nordwestafrikas, das von Marokko beansprucht und von diesem nach dem Abzug der ehemaligen Kolonialmacht Spanien 1975 größtenteils annektiert wurde. Marokko betrachtet das in vorkolonialer Zeit in einem losen Abhängigkeitsverhältnis zu ihm stehende Gebiet als Teil seines Territoriums. Es hat nach einer Schätzung von 2019 etwa 597.000 Einwohner.
Die zu spanischen Kolonialzeiten entstandene, linksgerichtete „Befreiungsfront“ Frente Polisario der Sahrauis – der Bevölkerung der Westsahara – kämpft im Westsaharakonflikt für eine unabhängige Demokratische Arabische Republik Sahara auf dem gesamten Territorium. Seit dem Waffenstillstand von 1991 beherrscht die Frente Polisario eine „Freie Zone“ im Osten und Süden von Westsahara von Algerien bis zur Atlantikküste.
Die Vereinten Nationen verlangen die Durchführung eines Referendums über den endgültigen völkerrechtlichen Status des Gebietes. Über die Modalitäten der Durchführung eines solchen Referendums konnte bisher keine Einigkeit zwischen Marokko und den Vertretern des saharauischen Volkes erzielt werden. Hauptstreitpunkt ist hierbei die Frage, ob bei diesem Referendum neben Integration oder Autonomie auch die Unabhängigkeit der Westsahara von Marokko eine Option sein solle. Letzteres wurde 2004 von Marokko abgelehnt.

## Geographie

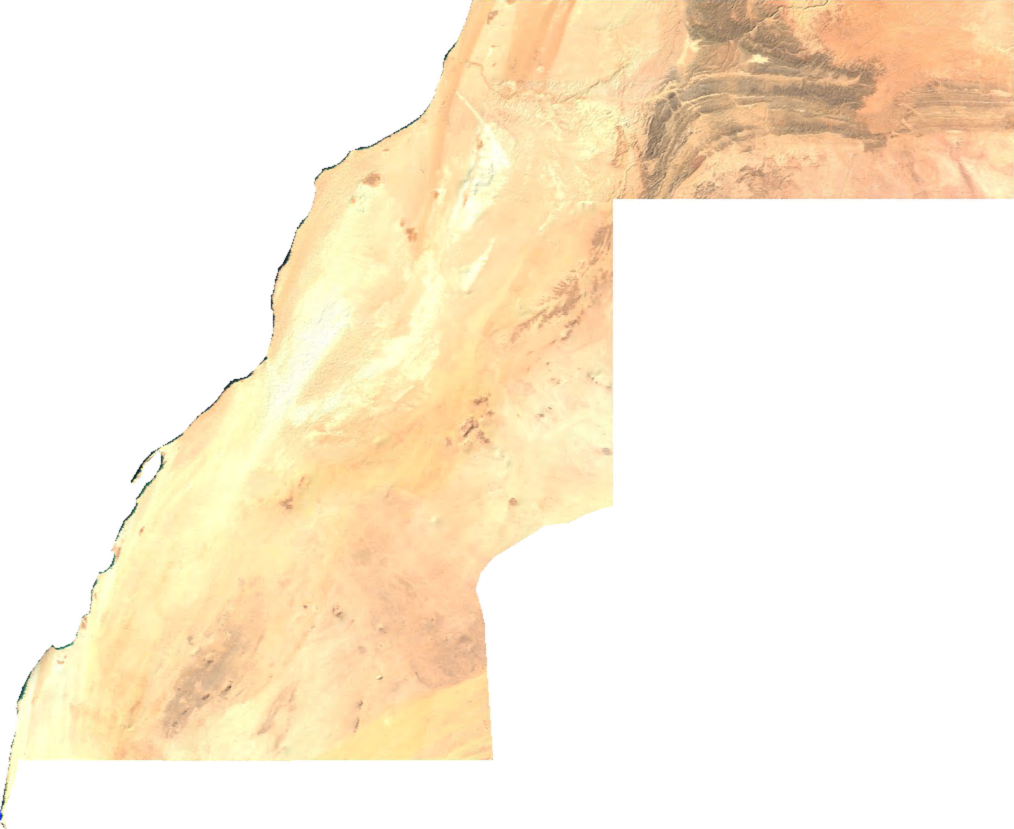
Satellitenaufnahme der Topographie der Westsahara

Das Gebiet der Westsahara liegt im Nordwesten Afrikas an der Küste zum Atlantischen Ozean und umfasst eine Fläche von 266.000 km². Es teilt sich geografisch in einen nördlichen Teil, der zur spanischen Kolonialzeit etwa die Provinz Saguia el Hamra bildete und in dem flach gewellte Kies- und Geröllwüsten (Hammada) überwiegen. Das Gelände steigt von der Küste ins Landesinnere allmählich bis in eine Höhe von etwa 400 Meter, mit den höchsten Erhebungen über 700 Meter im Norden nahe der algerischen Grenze. Das südliche Gebiet entspricht etwa der ehemaligen Provinz Río de Oro und ist beinahe völlig flach mit vereinzelten Sanddünen (Erg), die in der gleichförmigen, fast vegetationslosen Geröllebene nur für wenig Abwechslung sorgen. Den dritten Landschaftstyp stellen die nach der Regenzeit stellenweise wasserführenden Trockenflusstäler (Wadis) dar, von denen der Saguia el Hamra für die Oasenwirtschaft die größte Bedeutung hat. Er ist bis zu seinem Ende bei Aaiún kurz vor dem Atlantischen Ozean mit 350 Kilometern der längste Fluss des Landes.

## Klima, Flora und Fauna
Wüstenklima herrscht vor, Regen ist selten, und in Küstennähe kommt es häufig zu Nebelbildung. Eine üppigere Vegetation ist nur um die Flussoasen und einige Gueltas zu finden. Man findet an den trockenen Lebensraum angepasste Tierarten, zum Beispiel Wüstenspringmäuse und Dornschwanzagamen. In den Höhlen an der Atlantikküste, vor allem auf der Cabo Blanco-Halbinsel, leben die größten Populationen der vom Aussterben bedrohten Mittelmeer-Mönchsrobbe.

## Verwaltungsgliederung

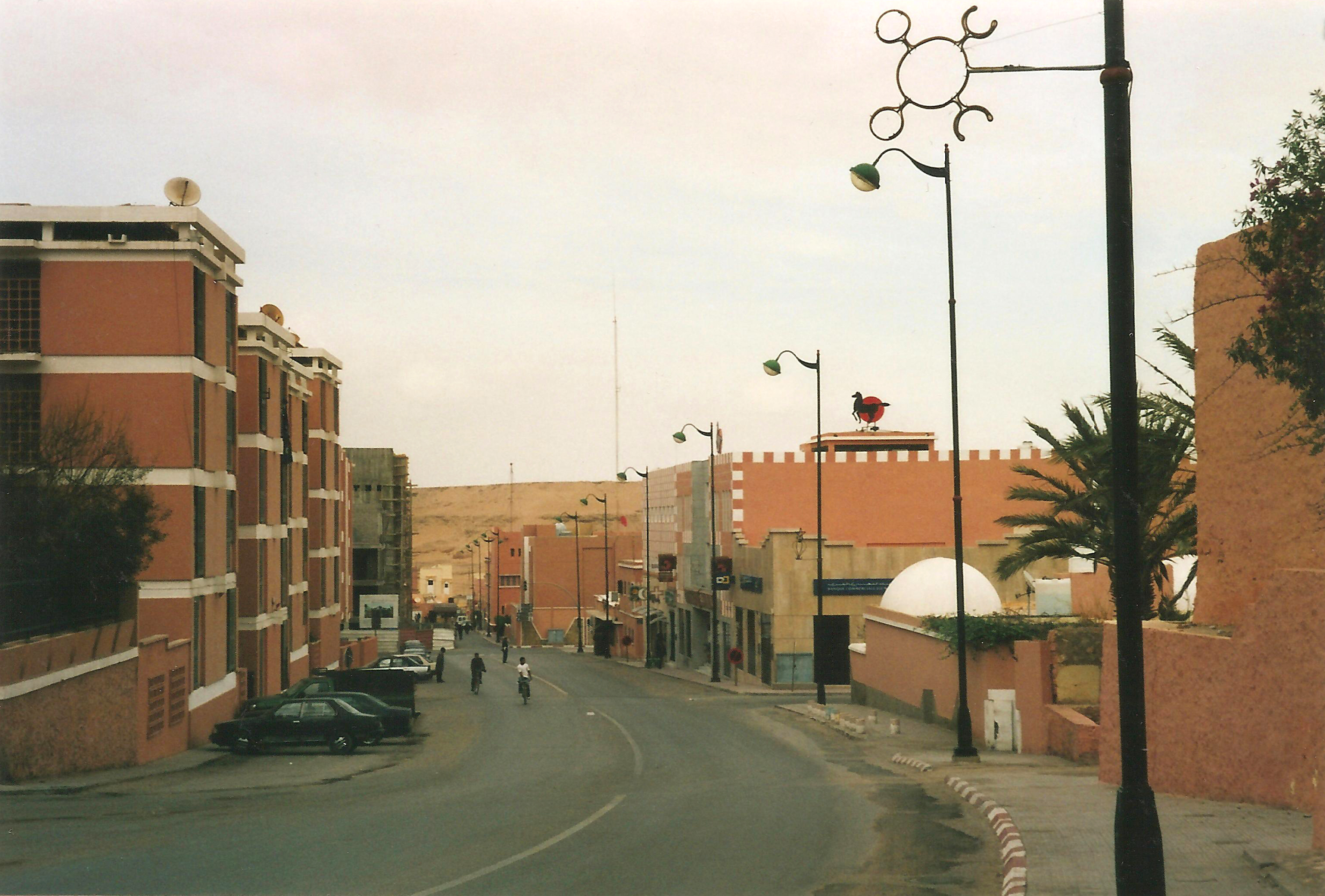
Innenstadt von El Aaiún, 2004

Marokko gliedert die Westsahara in die fünf Provinzen Aousserd, Boujdour, Es Semara, Laâyoune und Oued ed Dahab. Ob die Polisario, die den Osten des Landes beherrscht, eine abweichende Gliederung in Provinzen vorgenommen hat, ist nicht bekannt.
Die größten Städte sind (Volkszählung 2. September 2004):
1. El Aaiún: 183.691 Einwohner
2. Ad-Dakhla: 58.104 Einwohner
3. Smara: 40.347 Einwohner
4. Boujdour: 36.843 Einwohner
5. El Marsa: 10.229 Einwohner

## Bevölkerung

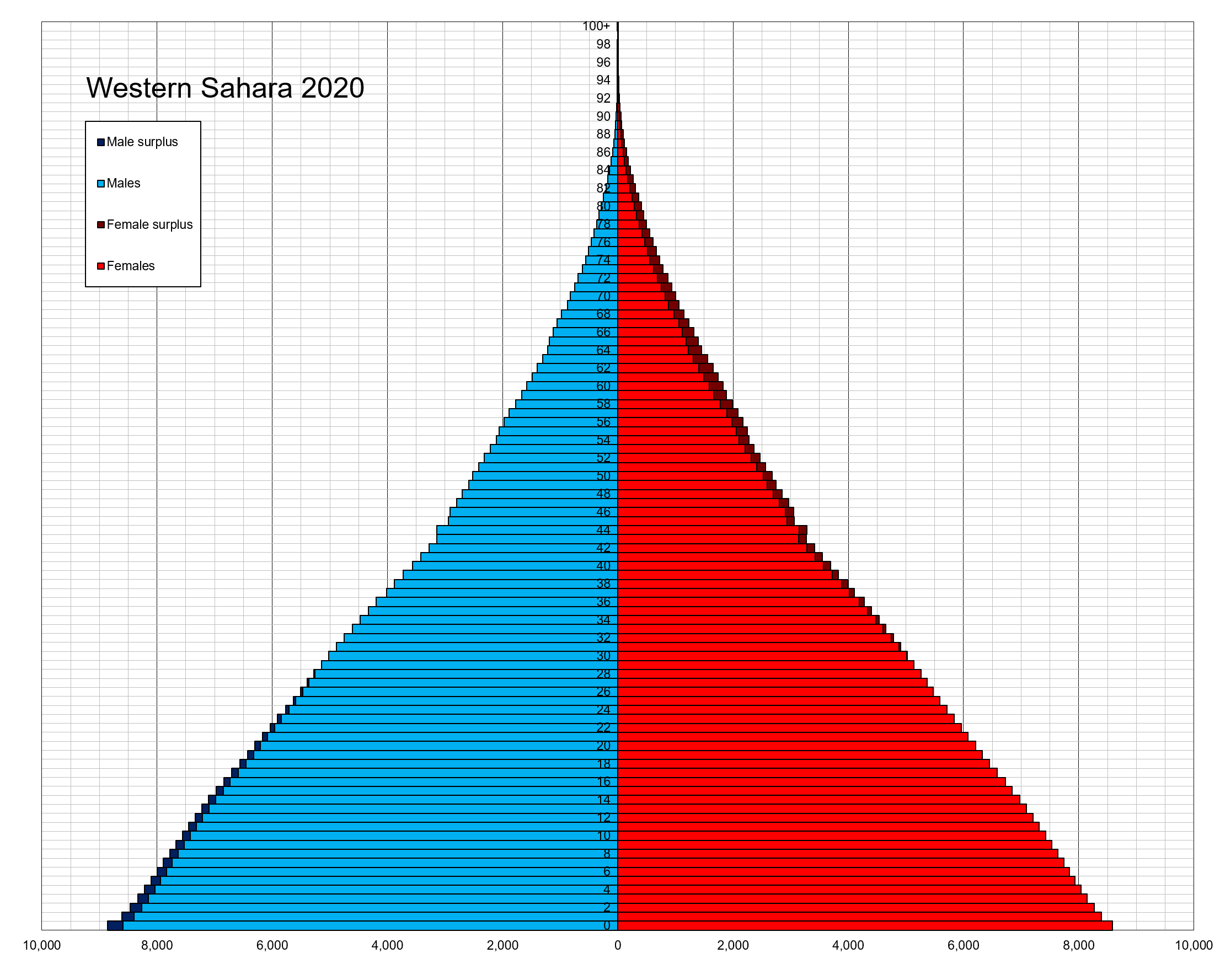
Bevölkerungspyramide Westsaharas (2020)

Auf dem Gebiet Westsahara leben etwa 597.000 Menschen (Schätzung 2019). Davon besteht mindestens die Hälfte aus Arabern und arabisierten Berbern. Davon gehören 180.000 dem marokkanischen Militär an.
Nur noch etwa 105.000 Sahrauis, die ursprünglich als arabische Nomaden das Gebiet besiedelten, leben in der Westsahara. Zwischen 165.000 bis 200.000 Sahrawis leben außerhalb des besetzten Gebiets in fünf Flüchtlingscamps in Algerien, in der Provinz Tindūf, nahe der Grenze zur Westsahara.
Gesprochen wird in der Westsahara überwiegend das marokkanische Arabisch von Zuwanderern aus dem Norden, daneben auch der Hassania-Dialekt der ursprünglichen Bevölkerung vor der marokkanischen Besiedlung, eine auch im benachbarten Mauretanien verbreitete regionale Form des Arabischen. Nahezu 100 Prozent der Einwohner sind Muslime.
Die meisten Sahrauis haben die marokkanische, algerische oder spanische Staatsangehörigkeit.
Die durchschnittliche Lebenserwartung in der Westsahara lag laut Zahlen der Vereinten Nationen bei 68,4 Jahren im Zeitraum von 2010 bis 2015. Für Frauen betrug sie 69,8 Jahre und für Männer lag sie bei 65,9 Jahren.
Dank hoher Geburtenrate und Einwanderung aus Marokko hat das Gebiet seit 1950 eine stark wachsende Bevölkerungszahl.
| Jahr | Einwohnerzahl | Jahr | Einwohnerzahl |
| ---- | ------------- | ---- | ------------- |
| 1950 | 013.766       | 1985 | 182.421       |
| 1955 | 021.147       | 1990 | 217.258       |
| 1960 | 032.761       | 1995 | 255.634       |
| 1965 | 050.970       | 2000 | 314.118       |
| 1970 | 076.874       | 2005 | 437.515       |
| 1975 | 074.954       | 2010 | 480.274       |
| 1980 | 150.877       | 2017 | 552.628       |
|      |               | 2021 | 622.000       |

Quelle: Vereinte Nationen

## Geschichte

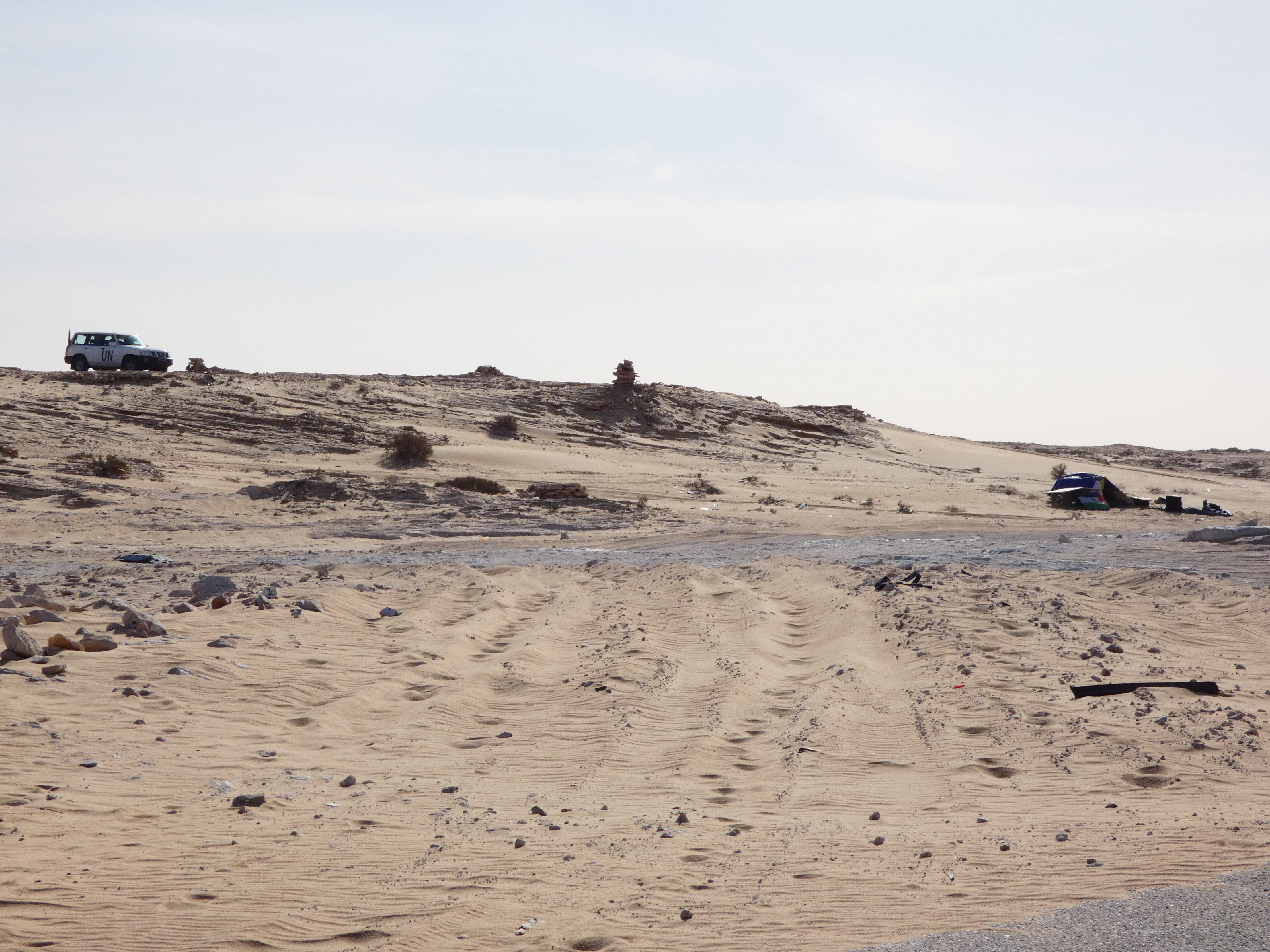
Rechts ein Posten der Frente Polisario, links dahinter ein Fahrzeug der UN-Mission; im Süden der Westsahara (2017)

Phönizische Niederlassungen haben kaum Spuren hinterlassen und erst mit der Einführung des Kamels wurde das Gebiet als Karawanendurchgangsort bedeutend. Nach dem Vordringen des Islam entstanden auf dem Gebiet der heutigen Westsahara islamische Gruppen, die später auch als Almoraviden einen Großteil Nordafrikas und Südspaniens beherrschten.
1884 errichteten die Spanier auf der Halbinsel des Rio de Oro den Stützpunkt Villa Cisneros, die spätere Stadt Ad-Dakhla. Auf der Kongokonferenz 1884–1885 in Berlin teilten die Kolonialmächte Afrika unter sich auf. Spanien wurde die Westsahara zugesprochen. Der einflussreiche Scheich Ma el-Ainin organisierte den Widerstand gegen die französischen und spanischen Kolonialarmeen in Nordwestafrika. Er gründete um 1900 die Stadt Smara, die sich zum religiösen, politischen und ökonomischen Zentrum der Region entwickelte. Die Stadt wurde 1913 mitsamt ihrer bedeutenden islamischen Universität und Bibliothek von den Franzosen zerstört. Nach jahrzehntelangem Widerstand der Sahrauis wurde das Gebiet der Westsahara durch spanische Truppen okkupiert.
Seit 1963 steht das Territorium auf der UN-Liste der Hoheitsgebiete ohne Selbstregierung. Ab 1965 verlangte die UNO-Generalversammlung von Spanien wiederholt in – völkerrechtlich nicht bindenden – Resolutionen die Dekolonialisierung der Westsahara. Im Mai 1973 gründete sich die sahrauische Befreiungsfront Frente Polisario, die den bewaffneten Kampf gegen die spanische Kolonialmacht aufnahm.
1974 forderte Marokkos König Hassan II. den Anschluss der Westsahara an Marokko. Im Mai 1975 stellte eine UN-Delegation in der Westsahara fest, dass die Bevölkerung die Unabhängigkeit wünsche und der Frente Polisario breite Unterstützung zukommen lasse. Der Internationale Gerichtshof, dessen Zuständigkeit in dieser Sache durch Marokko bestritten wurde, wies im gleichen Jahr Souveränitätsansprüche Marokkos und Mauretaniens zurück. Trotzdem kam es im Oktober 1975 zu ersten Übergriffen der marokkanischen Armee auf das Territorium der Westsahara.
Nach dem Tod Francisco Francos räumte Spanien das Gebiet. 1975 zogen im so genannten Grünen Marsch etwa 350.000 Marokkaner in die ehemalige Kolonie ein, um marokkanische Ansprüche auf das Gebiet geltend zu machen.
Am 26. Februar 1976 stimmte eine Versammlung saharauischer Stammesfürsten der Aufteilung der Westsahara zwischen Marokko und Mauretanien zu, woraufhin am 27. Februar 1976 von der Polisario die Demokratische Arabische Republik Sahara ausgerufen wurde. Marokko erkannte diesen Staat nicht an. Die Demokratische Arabische Republik Sahara wurde 1984 in die Organisation für Afrikanische Einheit aufgenommen. Als Reaktion darauf trat Marokko aus der Organisation aus und war 33 Jahre lang – bis Januar 2017 – das einzige afrikanische Land, das nicht Mitglied dieser Organisation und der aus ihr hervorgegangenen Afrikanischen Union war.
Marokko erklärte 1976 die Annexion der nördlichen zwei Drittel des Westsahara-Gebietes und 1979 des restlichen Territoriums, nachdem sich Mauretanien aus dem Gebiet zurückgezogen hatte. Diese Annexionen wurden von den Vereinten Nationen nicht anerkannt. Ebenso wenig wurden ohne die Abhaltung des von den Vereinten Nationen geforderten Referendums die Ansprüche der Demokratischen Arabischen Republik Sahara auf das Gebiet der Westsahara anerkannt.
1991 wurde eine Waffenstillstandsvereinbarung zwischen Marokko und der Polisario geschlossen. Das Gebiet von Westsahara ist durch eine befestigte und verminte Grenzanlage geteilt. Sie wurde von Marokko entlang der Waffenstillstandslinie errichtet.
Die Vereinten Nationen sind mit einer ständigen Beobachtermission MINURSO im gesamten Gebiet der Westsahara präsent. Der endgültige Status des Gebietes ist ungeklärt, da Marokko, anders als ursprünglich vereinbart, kein Referendum über die Zukunft bzw. Unabhängigkeit des Gebietes abhalten lässt.
Im November 2020 erklärte die Polisario den seit 29 Jahren bestehenden Waffenstillstand aufgrund der Untätigkeit Marokkos für beendet. In der Folge flammten die Kämpfe zwischen Marokko und der Polisario wieder auf.
Im Dezember 2020 erkannte Marokko als viertes mehrheitlich muslimisches Land Israel als Staat an, wie der US-amerikanische Präsident Donald Trump und sein als Berater tätiger Schwiegersohn Jared Kushner verkündeten. Im Gegenzug erkannten die Vereinigten Staaten die Souveränität Marokkos über die umkämpfte Konfliktregion Westsahara an. Dies wurde als diplomatischer Prestigeerfolg für das afrikanische Land bewertet. Die US-amerikanische Administration entsandte am 16. Januar 2021 den Botschafter in Marokko, David T. Fischer, nach Ad-Dakhla, zur Vorbereitung der Eröffnung eines Konsulats in der Westsahara. Im Juli 2023 erkannte Israel als zweites Land der Welt die Westsahara als Teil Marokkos an. Beide Staaten sehen dies als Teil der Normalisierung ihrer Beziehungen.
Nachdem im Jahr 2021 bekannt wurde, dass Brahim Ghali, der Führer der Polisario, in einem spanischen Krankenhaus behandelt worden war, erreichten die spanisch-marokkanischen Beziehungen einen Tiefpunkt. Wenig später gab es in der spanischen Exklave Ceuta an der nordafrikanischen Küste einen Ansturm von etwa 10.000 Migranten, ohne dass marokkanische Grenzsicherungskräfte dabei eingriffen. Im März 2022 kam es zu einer Wende in der spanischen Westsahara-Politik. Der spanische Ministerpräsident Pedro Sánchez wurde mit den Worten zitiert, dass der 2007 von Marokko unterbreitete Vorschlag einer Autonomie Westsaharas innerhalb Marokkos die „ernsthafteste, realistischste und glaubwürdigste“ Lösung des Westsahara-Problems darstelle. Diese Haltung bekräftigte er bei einem Besuch in Marokko am 7. April 2022.
Auch Frankreich erkannte am 29. Oktober 2024 mit der Rede Emmanuel Macrons vor dem Parlament in Rabat die Souveränität Marokkos über die Westsahara an. Gleichzeitig wurde auf der offiziellen Karte des französischen Außenministeriums die vorher markierte Grenze zwischen beiden Gebieten entfernt und als eine Einheit dargestellt. Algerien protestierte gegen die Entscheidung Frankreichs und zog vorübergehend seinen Botschafter aus Paris ab.

## Wirtschaft

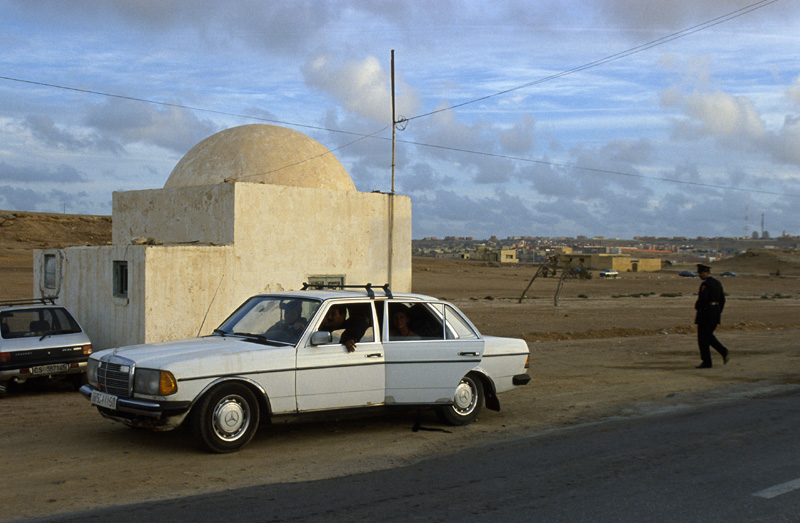
Marokkanischer Polizeicheckpoint am Stadtrand von El Aaiún (2004)

Weite Teile des Landes sind wirtschaftlich noch unerschlossen. Die wesentlichen Wirtschaftszweige sind die Fischerei, der Abbau von Bodenschätzen (besonders Phosphat, das Vorkommen gilt als eines der größten der Welt) und der Anbau von Dattelpalmen (Oasenwirtschaft). Der Westküste wird ein großes Potenzial für die Gewinnung von Windenergie zugeschrieben. Die gesamte Wirtschaft der westlichen Teile der früheren spanischen Kolonie wird mit Steuermitteln aus Marokko stark subventioniert und im Rahmen der Besiedelung durch Marokkaner kräftig ausgebaut, während der nicht besetzte Ostteil sowie die Flüchtlingslager in Algerien weitgehend von internationaler Unterstützung abhängig sind.
Von besonderer Bedeutung ist der Phosphat-Tagebau bei Bou Craa, welcher mit dem Hafen von El Aaiún mit dem längsten Förderband der Welt verbunden ist. Vor dem Waffenstillstandsabkommen zwischen Marokko und der Frente Polisario wurde das Förderband oft von Kämpfern der Frente Polisario zerstört.
Die Westsahara wird von Marokko zunehmend auch für den Fremdenverkehr erschlossen. Insbesondere die Strände bei Dakhla werden bereits in Ansätzen touristisch genutzt. Die touristische Infrastruktur ist aber noch schwach entwickelt, obwohl es inzwischen auch spanische Direktflüge von den benachbarten Kanarischen Inseln gibt. Pauschaltourismus findet kaum statt.

## Verkehr

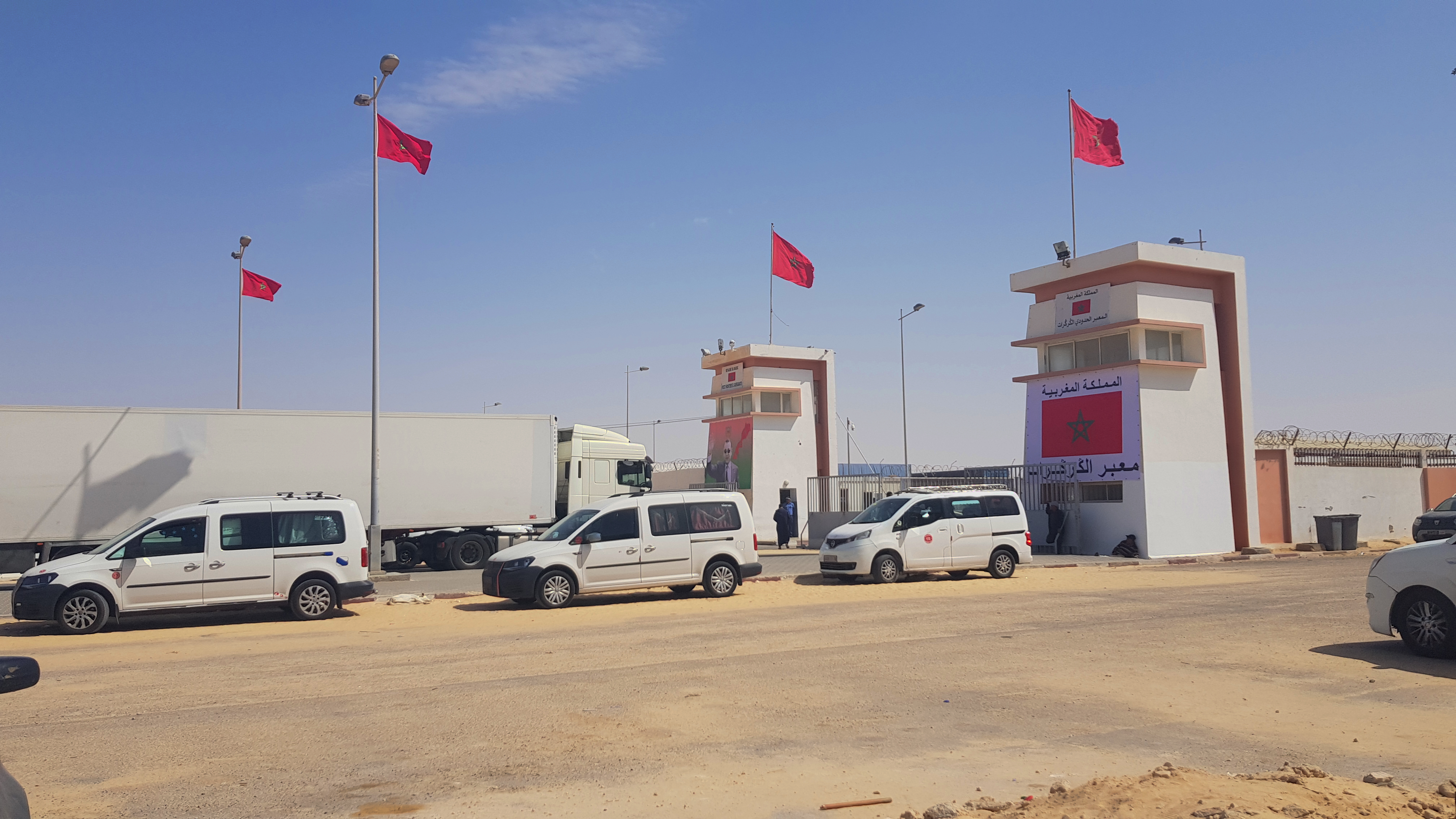
Marokkanischer Grenzübergang Guerguerat von Westsahara nach Mauretanien

Das Straßennetz ist dünn. Hauptverkehrsachse ist die Küstenstraße, die N1 Marokkos. Sie ist Teilstrecke des Kairo-Dakar-Highways, einem der Trans-African Highways, und von Bedeutung für den grenzüberschreitenden Handel Marokkos mit Subsahara-Afrika. Dieser wird am einzigen offiziellen Grenzübergang Westsaharas nach Mauretanien bei Guerguerat abgewickelt.